# Теорема Косамби — Карунена — Лоэва
Важным принципиальным вопросом теории дискретизации является вопрос об объёме дискретного описания сигналов, то есть о количестве {\displaystyle N} базисных функций, используемых для представления:
{\displaystyle a(t)=\sum _{k=0}^{N-1}\alpha _{k}\varphi _{k}(t)}.
Чтобы найти оптимальный базис, нужно определить класс сигналов, для которого он отыскивается, а также задать точность восстановления для этого класса. При статистическом подходе к описанию сигналов оптимальным {\displaystyle N} — мерным базисом для представления отдельных реализаций сигналов обычно считается базис, при котором норма ошибки, усредненная по ансамблю реализаций, минимальна. В этом случае необходимые и достаточные условия минимума нормы ошибки представления сигнала в виде суммы базисных функций определяет теорема Карунена-Лоэва.

## Популярная формулировка
Минимальное значение нормы ошибки представления сигналов на интервале протяженностью {\displaystyle T} достигается при использовании в качестве базиса собственных функций оператора, ядром которого является корреляционная функция сигналов {\displaystyle R_{a}(t,\tau )}:
{\displaystyle \int _{-{\frac {T}{2}}}^{\frac {T}{2}}R_{a}(t,\tau )\varphi _{k}(\tau )d\tau =\lambda _{k}\varphi _{k}(t)},
соответствующих {\displaystyle N} наибольшим собственным значениям.
При этом норма ошибки равна:
{\displaystyle \|\epsilon \|_{min}^{2}=\|a(t)-\sum _{k=0}^{N-1}\alpha _{k}\varphi _{k}(t)\|_{min}^{2}=\sum _{k=N}^{\infty }\lambda _{k}}.
Такое разложение является разложением Карунена-Лоэва.

## Применение
В теории случайных процессов теорема Карунена-Лоэва  (названа в честь Кари Карунена и Мишеля Лоэва) — представление случайного процесса в виде бесконечной линейной комбинации ортогональных функций, аналогичное представлению рядов Фурье — последовательному представлению функций на ограниченном интервале. В отличие от рядов Фурье, где коэффициенты являются действительными числами и базис представления состоит из синусоидальных функций (то есть, из функций синус и косинус с разными частотами), коэффициенты в теореме Карунена-Лоэва — случайные переменные, и базис представления зависит от процесса. Ортогональные базисные функции, использованные в этом представлении, определяет функция ковариации процесса. Если мы рассматриваем стохастический процесс как случайную функцию F, то есть процесс, в котором функция на интервале [a, b] принимает значение F, то эта теорема может рассматриваться как случайное ортонормальное разложение F.
Центрированный случайный процесс {Xt}t ∈ [a, b] (где центрирование означает, что математические ожидания E(Xt) существуют и равны нулю для всех значений параметра t из [a, b]), удовлетворяющий техническому условию непрерывности, допускает разложение следующего вида:
{\displaystyle \mathbf {X} _{t}=\sum _{k=1}^{\infty }\mathbf {Z} _{k}e_{k}(t).}
где Zk — взаимнонекоррелированые случайные величины и функции ek — непрерывные вещественные функции на [a, b], ортогональные в L² [a, b]. В случае нецентрированного процесса имеет место аналогичное разложение, получаемое разложением функции математического ожидания в базисе ek.
Если процесс {\displaystyle \mathbf {X} _{t}} гауссовский, то случайные величины Zk — тоже гауссовские и являются независимыми. Этот результат обобщает преобразования Карунена-Лоэва. Важным примером центрированного случайного процесса на интервале [0,1] является винеровский процесс, и теорема Карунена-Лоэва может быть использована для получения канонического ортогонального представления. В этом случае разложение состоит из синусоидальных функций.
Приведенные выше разложения в также известны как разложения или декомпозиция Карунена-Лоэва (эмпирическая версия, то есть, с коэффициентами из исходных числовых данных), как анализ главных компонент, собственное ортогональное разложение или преобразование Хотеллинга.

## Формулировка
Сформулируем результат в терминах комплекснозначных стохастических процессов. Результаты могут быть применены к вещественнозначным процессам без модификаций, вспоминая, что число, комплексно-сопряженное с действительным числом, совпадает с ним самим.
Для случайных элементов X и Y скалярное произведение определяется формулой
{\displaystyle \langle \mathbf {X} |\mathbf {Y} \rangle =\operatorname {E} (\mathbf {X^{*}} \mathbf {Y} )}
где * обозначает операцию комплексного сопряжения.

### Статистики второго порядка
Скалярное произведение корректно определено, если как {\displaystyle X}, так и {\displaystyle Y} имеют конечные вторые моменты, или, что то же самое, если они оба квадратично интегрируемы. Отметим, что скалярное произведение связано с ковариацией и корреляцией. В частности, для случайных переменных со средним нулевым значением, ковариация и скалярное произведение совпадают. Функция автоковариации {\displaystyle K_{\mathrm {XX} }}
{\displaystyle K_{\mathrm {XX} }(t,s)=\operatorname {Cov} [X(t),X(s)]=\langle \mathbf {X} _{t}|\mathbf {X} _{s}\rangle }
{\displaystyle =\mathrm {E} \{[X(t)-\mu _{X}(t)]^{*}[X(s)-\mu _{X}(s)]\}}
{\displaystyle =\mathrm {E} \{X^{*}(t)X(s)\}-\mu _{X}^{*}(t)\mu _{X}(s)}
{\displaystyle =R_{\mathrm {XX} }(t,s)-\mu _{X}^{*}(t)\mu _{X}(s).}
Если процесс {Xt}t центрированный, то
{\displaystyle \mu _{X}(t)=0}
для всех t. Таким образом, автоковариация KXX равна автокорреляции RXX:
{\displaystyle K_{\mathrm {XX} }(t,s)=R_{\mathrm {XX} }(t,s).}
Отметим, что если {Xt}t центрированный и t1, ≤ t2, …, ≤ tN являются точками на интервале [a, b], следовательно
{\displaystyle \sum _{k,\ell }\operatorname {Cov} _{\mathbf {X} }(t_{k},t_{\ell })=\operatorname {Var} \left(\sum _{k=1}^{N}\mathbf {X} _{k}\right)\geq 0.}

## Формулировка теоремы
Теорема. Рассмотрим центрированный случайный процесс {\displaystyle \{\mathbf {X} _{t}\}}, индексированный {\displaystyle t} на интервале {\displaystyle [a,b]} с ковариационной функцией {\displaystyle \mathrm {Cov} _{\mathbf {X} }}. Предположим, что ковариационная функция {\displaystyle \mathrm {Cov} _{\mathbf {X} }(t,s)} непрерывна по совокупности переменных {\displaystyle t,s}. Тогда {\displaystyle \mathrm {Cov} _{\mathbf {X} }} — положительно определенное ядро, и по теореме Мерсера интегральный оператор {\displaystyle T} в {\displaystyle L^{2}[a,b]} (близкой к мере Лебега на {\displaystyle [a,b]}) имеет ортонормированный базис из собственных векторов. Пусть {\displaystyle \{e_{i}\}} являются собственными векторами {\displaystyle T}, соответствующими ненулевым собственным значениям и
{\displaystyle \mathbf {Z} _{i}=\int _{a}^{b}\mathbf {X} _{t}e_{i}(t)dt.}
Тогда {\displaystyle Z_{i}} — центрированные ортогональные случайные величины и
{\displaystyle \mathbf {X} _{t}=\sum _{i=1}^{\infty }e_{i}(t)\mathbf {Z} _{i}}
ряд сходится в среднем квадратичном, а также равномерно по {\displaystyle t}. Кроме того
{\displaystyle \operatorname {Var} (\mathbf {Z} _{i})=\operatorname {E} (\mathbf {Z} _{i}^{2})=\lambda _{i}.}
где {\displaystyle \lambda _{i}} собственное значение, соответствующее собственному вектору {\displaystyle e_{i}}.

### Суммы Коши
В формулировке теоремы интеграл в определении {\displaystyle Z_{i}} можно понимать как предел в среднем сумм Коши случайных величин
{\displaystyle \sum _{k=0}^{\ell -1}\mathbf {X} _{\xi _{k}}e_{i}(\xi _{k})(t_{k+1}-t_{k}),}
где
{\displaystyle a=t_{0}\leq \xi _{0}\leq t_{1}\leq \cdots \leq \xi _{\ell -1}\leq t_{n}=b}

### Особый случай:гауссовское распределение
Так как предел в среднем квадратичном из совместно гауссовских случайных величин является гауссовским и совместно гауссовские случайные (центрированные) величины независимы тогда и только тогда, когда они являются ортогональными, мы можем также заключить:
Теорема. Случайные величины {\displaystyle Z_{i}} имеют гауссовское распределение и являются независимыми, если первоначальный процесс {Xt}t тоже является гауссовским.
В гауссовском случае, поскольку случайные величины {\displaystyle Z_{i}} являются независимыми, мы можем быть уверены в том, что:
{\displaystyle \lim _{N\rightarrow \infty }\sum _{i=1}^{N}e_{i}(t)\mathbf {Z} _{i}(\omega )=\mathbf {X} _{t}(\omega )}
почти наверное.
Отметим, что обобщая теорему Мерсера, мы можем заменить интервал {\displaystyle [a,b]} другими компактными пространствами {\displaystyle C} , а меру Лебега на {\displaystyle [a,b]} — борелевской мерой с носителем в {\displaystyle C}.

## Винеровский процесс
Винеровский процесс в теории случайных процессов — это математическая модель броуновского движения или случайного блуждания с непрерывным временем. Здесь мы определяем его как центрированный гауссовский процесс B(t) с ковариационной функцией
{\displaystyle \mathrm {K} _{\mathrm {BB} }(t,s)=\operatorname {Cov} (B(t),B(s))=\min(s,t).}
Легко видеть, что собственные векторы ковариации равны
{\displaystyle e_{k}(t)={\sqrt {2}}\sin \left(k-{\frac {1}{2}}\right)\pi t}
а соответствующие собственные значения
{\displaystyle \lambda _{k}={\frac {4}{(2k-1)^{2}\pi ^{2}}}.}
Это позволяет получить нам следующее представление винеровского процесса:
Теорема. Существует последовательность {Wi}i независимых гауссовких случайных величин с нулевым средним и единичной дисперсией такая, что
{\displaystyle \mathbf {B} _{t}={\sqrt {2}}\sum _{k=1}^{\infty }\mathbf {W} _{k}{\frac {\sin \left(k-{\frac {1}{2}}\right)\pi t}{\left(k-{\frac {1}{2}}\right)\pi }}.}
Сходимость является равномерной по t в норме L² так, что
{\displaystyle \operatorname {E} \left(\mathbf {B} _{t}-{\sqrt {2}}\sum _{k=1}^{n}\mathbf {W} _{k}{\frac {\sin \left(k-{\frac {1}{2}}\right)\pi t}{\left(k-{\frac {1}{2}}\right)\pi }}\right)^{2}\rightarrow 0}
равномерно по t.

## Использование
Было высказано мнение, что в проекте SETI следует использовать преобразования Карунена-Лоэва для обнаружения сигналов с очень широким спектром. Аналогично, в системах адаптивной оптики иногда используют функции Карунена-Лоэва для восстановления информации о фазе фронта волны. (Dai 1996, JOSA A).